# 利斯内 (扎波罗热区)
47°44′54″N 35°59′8″E / 47.74833°N 35.98556°E
利斯內（烏克蘭語：Лісне）是位於烏克蘭東南部的村莊，由扎波羅熱州扎波羅熱区的泰爾努瓦泰市鎮負責管轄。該村始建於1883年，面積3.3平方公里，海拔高度125米，2001年人口160，人口密度每平方公里48.5人。